# Volkswagenwerk Wolfsburg
Volkswagenwerk Wolfsburg (letteralmente in italiano stabilimento Volkswagen di Wolfsburg) è un complesso edilizio multifunzionale che ospita sia lo stabilimento che la sede centrale mondiale del Gruppo Volkswagen.
Situato a Wolfsburg in Germania, è uno degli stabilimenti di produzione più grandi al mondo occupando un'area di poco meno di 6,5 milioni di m² e un'area edificata di 1,6 milioni di m². Nel 2015 lo stabilimento ha prodotto 815.000 autovetture. A metà del 2023 circa 61.880 persone erano impiegate nello stabilimento. Era il più grande al mondo fino a quando non è stato superato dalla Tesla Gigafactory 5 in Texas nel 2022.

## Automobili prodotte

### Auto in produzione
| Foto | Marca      | Modello           | Inizio produzione |
| ---- | ---------- | ----------------- | ----------------- |
|      | Volkswagen | Volkswagen Golf   | 1974              |
|      | Volkswagen | Volkswagen Touran | 2003              |
|      | Volkswagen | Volkswagen Tiguan | 2007              |
|      | Volkswagen | Volkswagen Tayron | 2024              |